# Mârvar
Vous pouvez aider à l'améliorer ou bien discuter des problèmes sur sa page de discussion.
- Il ne cite pas suffisamment ses sources. Vous pouvez indiquer les passages à sourcer avec {{référence nécessaire}} ou {{Référence souhaitée}}, et inclure les références utiles en les liant aux notes de bas de page. (Marqué depuis avril 2024)
- Certaines informations devraient être mieux reliées aux sources mentionnées dans la bibliographie ou les liens externes. Améliorez sa vérifiabilité en les associant par des références. (Marqué depuis avril 2024)

- Archive Wikiwix
- Bing
- Cairn
- DuckDuckGo
- E. Universalis
- Gallica
- Google
- G. Books
- G. News
- G. Scholar
- Persée
- Qwant
- (zh) Baidu
- (ru) Yandex
- (wd) trouver des œuvres sur Wikidata

Le Mârvar ou Marwar (मारवाड़) est une région du sud-ouest du Rajasthan. Ces habitants sont connus sous le nom de Marwari(s) et parlent une langue du même nom, le Marwari.
Anciennement, le Mârvar est un Royaume puis État princier en Inde, connu aussi comme l'État de Jodhpur. Il fut fondé à partir du VIe siècle par la dynastie des Rathore, autour de la ville de Mandore. Rao Jodha transféra en 1459 la capitale à Jodhpur, bâtie sur une colline et plus facilement défendable.
Aujourd'hui le nom de Marwar peut être employé pour désigner plus largement la partie occidentale du Rajasthan, incluant notamment les régions de Jaisalmer et de Bikaner. Ce territoire se caractérise alors par la présence d'une population locutrice du Marwari majoritaire ou prédominante, d'une situation géographique dominée par le désert du Thar, et des facteurs culturels et socio-économiques partagés.

## École de Marwar (miniature rajput)
Une des écoles de miniatures de la province du rājasthān.

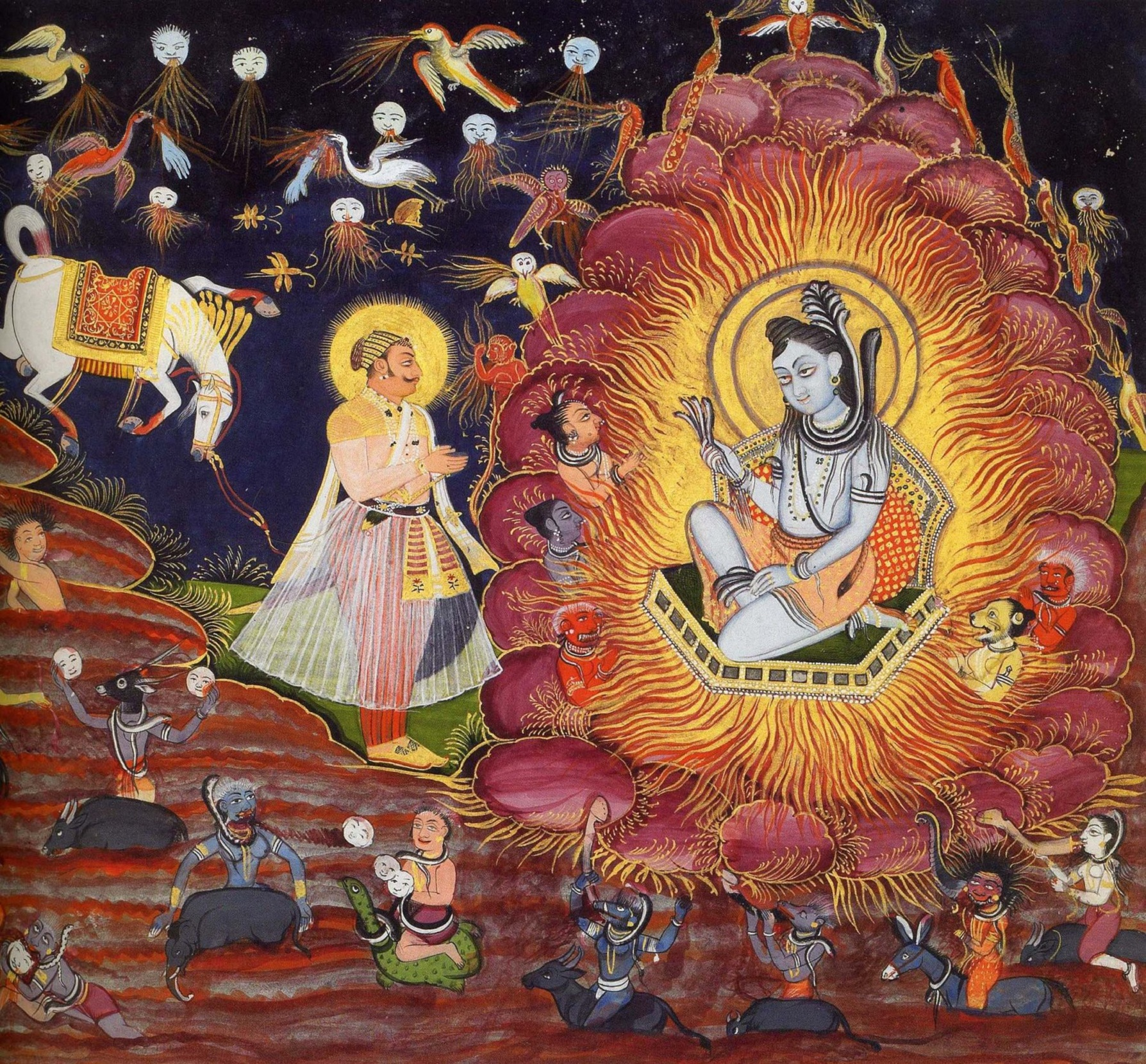
Le prince Subuddhi rencontre Shiva dans la forêt de l'illusion.